# قنال 2
قنال 2 (Kanal 2) هي محطة تلفزيونية خاصة يقع مقرها في تالين بإستونيا.
بدأت القناة بثها التلفزيوني في 1 أكتوبر 1993. وهي واحدة من ثلاث محطات تلفزيونية في إستونيا.
منذ عام 1995 دخلت شركة وسائل الإعلام النرويجية شيبستيد بأسهم كبيرة لدى القناة الثانية، ومنذ عام 2001 أصبح لديها تقريبا جميع الأسهم.

## وصلات خارجية
- موقع قناة 2 الرسمي (باللغة الإستونية)